# Isenbügel

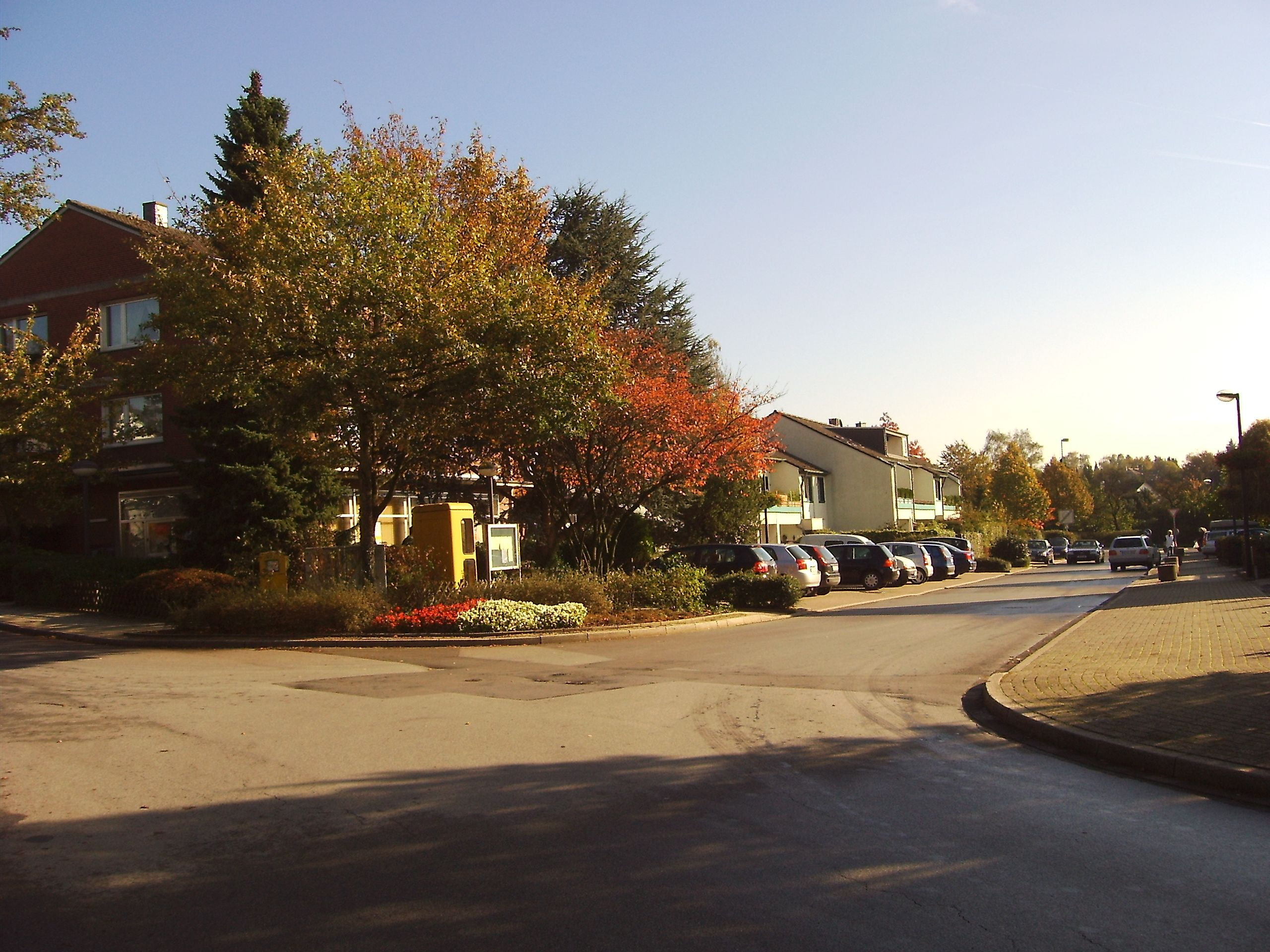
Isenbügel Kreuzung mit Kiosk und Friseur

Isenbügel ist eine der fünf Gemarkungen der nordrhein-westfälischen Stadt Heiligenhaus. Isenbügel liegt im Nordwesten der Stadt und grenzt an Essen und Velbert.

## Geschichte
Die Ortsbezeichnung Isenbügel geht zurück auf den „Hof Isenbügel“, der erstmals 1250 als Isenbugele erwähnt wurde. 
Bis ins 19. Jahrhundert war die Honschaft Isenbügel eine der untersten Verwaltungseinheiten im ländlichen Außenbezirk der bergischen Bürgermeisterei Velbert.
In den 1950er Jahren wurde im Süden der Gemarkung die Siedlung Wassermangel gebaut.

## Infrastruktur und Verkehr
Im Ort gibt es die evangelische Grundschule „Adolf Clarenbach-Schule“, einen Kindergarten und eine Kindertagespflege.
Durch die Buslinie 772, welche die im Stadtteil einzige Haltestelle In der Rose bedient, besteht eine stündliche Verbindung ins Zentrum von Heiligenhaus sowie nach Essen-Kettwig und an die dort gelegene S-Bahn-Station „Kettwig-Stausee“.
Außerdem existiert noch das Gebäude des Bahnhofs Isenbügel der stillgelegten Niederbergbahn. Die Bahnstrecke ist als Fuß- und Radweg (Panoramaradweg Niederbergbahn) zurückgebaut.

## Baudenkmäler
In Isenbügel gibt es mehrere Gebäude, die auf der Baudenkmalliste von Heiligenhaus stehen, darunter Haus Rossdelle.